# Slaget vid Helsingborg (1362)
Denna artikel behandlar strider mellan Hansan och Danmark på 1300-talet, för fler slag med samma namn, se Slaget vid Helsingborg (olika betydelser).
Slaget vid Helsingborg bestod av en av tyska Hansan 1362 påbörjad belägring av Helsingborgs slott samt ett sjöslag på redden utanför. Det var den danske kungen Valdemar IV som med sin flotta attackerade de utanför Helsingborgs strand ankrade tyska fartygen.

## Bakgrund
Valdemar IV (”Atterdag”) hade genom landstigningen vid troligtvis Malmö i början av juli 1360 och återerövrandet av Skåne under hösten samma år lyckats ena Danmark efter den tysk-svenska dominans som gällt sedan 1330-talet. Valdemar fortsatte året därpå sina krigståg genom att med en stor flotta och en här dra till Gotland vilket han vann. Danskarna hade genom dessa lyckade krigståg snabbt blivit ett mycket påtagligt hot för andra handelsintressenter i norra Europa. Svenskar, norrmän och den tyska Hansan gick därför samman i ett förbund i syfte att krossa Valdemar IV. Det första man avsåg var att ta Skåne från den danske kungen. Den svenske kungen Magnus Eriksson och den norske kungen Håkan Magnusson skulle med sina landtrupper anfalla Helsingborg samtidigt som en tysk flotta och armé anslöt från Öresund. Våren 1362 var tyskarna på plats men de svenska och norska trupperna hade blivit försenade.

## Medeltida källor
I den medeltida själländska krönikan läses:
| ” | Byen Lübeck og alle de andre Søstæder sørgede og harmedes over, at Lykken havde fulgt Kong Valdemar paa Gotlandstoget, og under meget Pral rustede de sig og tænkte paa at knuse fornævnte Konge. Da de havde samlet en stor Mængde Skibe og knyttet Forbund med Fyrsterne, valgte de Grev Henrik af Holsten til Fører og faldt over Skaane med deres Skibe og mange Riddere og Tusinder af Folk; de begyndte en Belejring af Helsingborg Slot, idet de førte 16 Krigsmaskiner frem, som utsendte deres Skyts og hverken holdt inde Nat eller Dag. Men Kong Valdemar tog nogle af Fjenderne til Fange paa Landjorden, somme dræbte han, og andre tog han tillige med Skibene paa Søen. Til sidst bemægtigede han sig alle deres Skibe. Da en Vaabenhvile langt om længe var bleven sluttet, drog hin store Mængde hjem i Forvirring; men deres Fører Johan Wittenborg, Borgmester i Lübeck, blev offentlig halshugget paa Torvet i Lübeck foran Raadhuset, eftersom han hverken havde kunnet ødelaegge Helsingborg eller lægge Danmark under Stæderne. Og nu var der Stilstand i et helt Aar eller mere. | „ |

I en annan medeltida handskrift, den lybske krönikan, möter vi denna berättelse om slaget vid Helsingborg:
| ” | Samme Aar for Købmændene og alle Slags Folk fra østersøstæderne til Danmark mod Kong Valdemar for at ødelægge ham og hans Rige. Der var over al Maade mange Folk fra Stæderne; Lübeckerne havde hver Dag omtrent 1500 Mand at bespise. Da Folkene var komne i Land, og deres Fartøjer laa i Sundet, desværre ikke vel vogtede, kom Kongen sejlende med sine Skibe, kæmpede med dem, der var om Bord paa Stædernes Skuder, og vandt. Der tog han tolv store Hovedkogger, fulde af Levnedsmidler og Vaaben og mange Haande Sager, som hørte Krigen til, og for bort med Skibene. Kampens Frugt blev Kongen besk nok, eftersom han tabte mere, end han vandt: hans eneste Søn Rigets Arving blev ramt saa haardt under Striden, at han ikke levede længe derefter. | „ |

Här möter oss alltså uppgiften om att prins Christoffer vid sjöstriden träffats och senare avlidit av sina skador. Av denna tyska krönika framgår dock inte med vilket vapen prinsen fått sitt banesår. I handskriften ”En dansk Krönike ...” som sammanställts på 1500-talet av uppgifter från ett flertal årsböcker berättas:
| ” | Konningh Woldemar den fierde, som waar Konningh Christoffers den Andens søn, aflede wid Dronningh Helleuigh thw børn: en søn, den loed hand kalde Christoffer, och en daater, heed Margarethe. Men sønnen Christoffer bleff ihiel skut til søes y krig moed Søstæderne. | „ |

I Malmöborgaren Henrik Smiths krönika från första hälften av 1500-talet finns sjöslaget år 1362 omnämnt och här möter vi en detaljerad bild av Christoffers död:
| ” | 1362 Slogis de Vendiske skib med kongens skiib y søen, der bleff kong Valdemars søn hertug Christoffer slagen med en sten, saa hand tog sin død deraff. | „ |

Christoffer levde dock i nästan ett år med sina skador. I Roskilde domkyrkas dödsbok läses nämligen under året 1363: ”11 juni. I det Herrens Aar 1363 døde Hr Christoffer, Hertug af Laaland og Halland, Søn af den høje Konge Valdemar IV".